# غنداب (مقاطعة دورود)
غنداب (بالفارسية: گنداب) هي قرية تقع في قسم حشمت‌آباد الريفي (مقاطعة دورود) في إيران. يقدر عدد سكانها بـ 127 نسمة بحسب إحصاء 2016.